# Egleton
Egleton est un village et paroisse civile du Rutland, en Angleterre. Il est situé au sud-ouest d'Oakham et à l'ouest du plan d'eau de Rutland Water. 
L'église paroissiale du XIIe siècle est dédiée à Saint Edmond. Elle a un tympan normand.
Le village possède un centre d'observation ornithologique et accueille chaque année depuis 1989 la British Birdwatching Fair (en).